# Bernard Diomède
Bernard Diomède (Saint-Doulchard, 23 januari 1974) is een Frans voormalig voetballer. Hij won met AJ Auxerre in 1996 zowel het landskampioenschap van Frankrijk als de Franse beker. Diomède speelde acht interlands voor het Frans voetbalelftal en behoorde tot de selectie die het WK 1998 won.

## Erelijst
Auxerre
- Division 1: 1995/96
- Coupe de France: 1995/96

 Frankrijk
- Wereldkampioenschap voetbal: 1998

Onderscheidingen
- Ridder in het Franse Legioen van Eer: 1998
- Nationale Orde van Verdienste: 2013